# 愛よりも激しく、誰よりも愛しく
「愛よりも激しく、誰よりも愛しく」（あいよりもはげしく、だれよりもいとしく）は、Favorite Blueの楽曲で、1枚目のシングル。
同グループのデビューシングルであり、テレビ朝日ウイークエンドドラマ『変 [HEN]』エンディングテーマ。

## 収録曲
- 全作詞:松崎麻矢、作曲:木村貴志、編曲:木村貴志・日高智

1. 愛よりも激しく、誰よりも愛しく (ORIGINAL MIX) (5:08)
2. 愛よりも激しく、誰よりも愛しく (MOVE MIX) (5:37)
3. 愛よりも激しく、誰よりも愛しく (D FORD MIX) (5:28)
4. 愛よりも激しく、誰よりも愛しく (ORIGINAL KARAOKE) (5:08)